# Cijambe (Cikidang)
Cijambe is een bestuurslaag in het regentschap Sukabumi van de provincie West-Java, Indonesië. Cijambe telt 3437 inwoners (volkstelling 2010).